# فرناندو كوستا
فرناندو كوستا (بالبرتغالية: Fernando Costa‏) هو سباح برتغالي، ولد في 29 أبريل 1985 في بورتو في البرتغال.

## وصلات خارجية
- فرناندو كوستا على موقع الاتحاد الدولي للسباحة (الإنجليزية)
- فرناندو كوستا على موقع أوليمبيديا (الإنجليزية)